# K-ON! (電影)
《電影 K-ON！輕音部》，是改編自日本漫畫家Kakifly原作的漫畫《K-ON！輕音少女》（けいおん！）同名電視動畫的延續篇劇場版。由動畫版導演山田尚子執導，京都動畫負責動畫製作，松竹發行，2011年12月3日於日本正式公映。2012年獲得第35回日本電影金像獎優秀動畫電影作品獎、「Newtype×Machi Asobi 動畫世界2012」作品獎（劇場上映部門）、第17屆神戶動畫獎最佳動畫電影作品。

## 歷史
- 2010年9月28日，製作方面於電視播放動畫第2季最後一話後宣佈劇場版製作的消息。[2]
- 2011年2月20日於Come with Me LIVE活動中，由導演山田尚子親自宣佈劇場版將於2011年12月3日日本戲院上映。據山田尚子表示，劇場版將不會是總集編的重新剪接版，而是全新創作的延續編。故事銜接電視動畫第2季第27話，大綱為放學後TEA TIME（HTT）的五個人將會去倫敦旅行。[3][4]
- 2012年1月18日，波麗佳音在日本發售劇中歌專輯《放學後TEA TIME in MOVIE》。
- 2012年7月18日，波麗佳音在日本發售DVD-Video與藍光光碟版，分為通常版與初回限定版。
- 2013年5月21日，Sentai Filmworks在北美洲發售英語配音版。
- 2013年8月25日，香港無綫電視於J2以粵語／日語雙語播出劇場版。

## 故事
平澤唯、秋山澪、田井中律、琴吹紬即將從櫻丘高中畢業，決定進行一次畢業旅行。中野梓聽到信息，決定跟随學姐們一起旅行。經過抽籤，選擇去倫敦。此外，唯、澪、律、紬為了纪念與梓在一起的兩年輕音部的時光，專門作了一首曲贈予梓做離别纪念。

## 工作人員
- 製作人：渡邊香、古川陽子、安田正樹、八田英明
- 原作：Kakifly（芳文社《Manga Time Kirara》連載）
- 導演：山田尚子
- 編劇：吉田玲子
- 分鏡：山田尚子、石原立也
- 演出：山田尚子、石原立也、內海紘子
- 監製：中山佳久、中村伸一、太布尚弘、八田陽子
- 製作顧問：石原立也
- 角色設計、總作畫監督：堀口悠紀子
- 作畫監督：堀口悠紀子、池田和美、門脇未來
- 樂器設定、樂器作畫監督：高橋博行
- 美術總監：田村清輝
- 色彩設計：竹田明代
- 攝影指導：山本倫
- 音樂：百石元（FMF Inc.）
- 音樂監製：小森茂生
- 音響總監：鶴岡陽太（樂音舍）
- 音效：神保大介
- 錄音：名倉靖
- 音樂製作：波麗佳音
- 協力：帕布雷斯特、日本航空、羅森
- 宣傳協力：叡山電鐵、京阪電氣鐵道、太陽城60展望台、DeNA、丹尼斯公司、Namco、Lumine EST（日语：ルミネエスト新宿）、Lumine Man（日语：ルミネ）、儂特利、日本環球影城
- 動畫製作：京都動畫
- 製作：K-ON！輕音部劇場版製作委員會（TBS電視、波麗佳音、Movic、京都動畫）
- 發行：松竹

## 樂曲
- 片頭曲

作詞：大森祥子，作曲：Tom-H@ck，編曲：百石元
- 插入曲「Unmei♪wa♪Endless!」

作詞：大森祥子，作曲、編曲：Tom-H@ck
- 片尾曲「Singing!」

作詞：大森祥子，作曲：前澤寬之，編曲：小森茂生

## 劇中歌
「光」
作曲 - DEATH DEVIL（作曲・編曲 - 小森茂生）
「カレーのちライス」（咖喱之後是白飯）
作詞 - 秋山澪 / 作曲 - 琴吹紬（作詞 - 稻葉エミ / 作曲、編曲 - 前澤寬之）
「ごはんはおかず」（米飯是配菜）
作詞 - 平澤唯 / 作曲 - 琴吹紬（作詞 - kakifly / 作曲、編曲 - bice）
「五月雨20ラブ」
作詞 - 秋山澪 / 作曲 - 琴吹紬（作詞 - 稻葉エミ / 作曲 - 田村信二 / 編曲 - 小森茂生）
「U&I」
作詞 - 平澤唯 / 作曲 - 琴吹紬（作詞 - kakifly / 作曲、編曲 - 前澤寬之）
「天使にふれたよ!」
作詞 - 平澤唯、秋山澪、田井中律、琴吹紬 / 作曲 - 琴吹紬（作詞 - 稻葉エミ / 作曲、編曲 - 川口進）
「ふわふわ時間」（輕飄飄時間）
作詞 - 秋山澪 / 作曲 - 琴吹紬（作詞 - kakifly / 作曲、編曲 - 前澤寬之）

## 票房
《K-ON!劇場版》首映當日，在日本全國境內共136間戲院同步上映，上映兩個月內的總票房高達19億日圓、觀影人次達160萬，意味著日本大約每100人中就有1人看過這部劇場版，成績相當驕人，可以說是深夜動畫的創舉，其雙休日的票房收入更超越《新世紀福音戰士新劇場版：序》和《涼宮春日的消失》，創造日本動畫電影雙休日票房新紀錄。另一方面，由於劇場版大受歡迎的緣故，截至2012年4月初，在日本國內播映該電影的戲院數目已比首映的時候翻近1倍。
作為深夜動畫電影的「最高票房紀錄」，於2013年12月被《劇場版 魔法少女小圓［新篇］叛逆的物語》以同樣兩個月的時間超越；後者票房突破19億3000萬日圓。

## 外部連結
- （日語）K-ON! 動畫官方網站（TBS電視） （页面存档备份，存于）
- （日語）TBS K-ON! 動畫官方記事 （页面存档备份，存于）
- K-ON! (電影)（動畫）在動畫新聞網百科全書中的資料（英文）
- 互联网电影数据库（IMDb）上《K-ON！輕音部劇場版》的资料（英文）